# ستيفن إي. غوردون
ستيفن إي. غوردون (بالإنجليزية: Steven E. Gordon)‏ هو فنان قصة مصورة ‏ ومخرج أمريكي، ولد في 23 مارس 1960 في كاليفورنيا في الولايات المتحدة.

## وصلات خارجية
- الموقع الرسمي
- ستيفن غوردون على موقع IMDb (الإنجليزية)
- ستيفن غوردون على موقع ألو سيني (الفرنسية)
- ستيفن غوردون على موقع أول موفي (الإنجليزية)
- ستيفن غوردون على موقع قاعدة بيانات الأفلام السويدية (السويدية)
- ستيفن غوردون على موقع قاعدة بيانات الفيلم (الإنجليزية)
- ستيفن غوردون على موقع كينوبويسك (الروسية)